# Giovanni Battista Orsini (cardenal)
Giovanni Battista  o  Giambattista Orsini (Roma, c. 1450 - ibid, 22 de febrero de 1503) fue un prelado italiano.  De la noble casa de Orsini, fue auditor de la Rota, protonotario apostólico, canónigo de San Pedro, abad comendatario, administrador de las diócesis de Tarento, Cartagena y Bitonto, cardenal, legado en las Marcas y en Bolonia.  Murió en prisión, acusado de haber conjurado contra Alejandro VI. 

## Biografía

### Familia
Perteneciente a la influyente Casa de Orsini, que desde el siglo XII había dado a la Iglesia tres papas y varios cardenales, 
fue hijo de Lorenzo Orsini, señor de Monterotondo y de San Polo, Collevecchio y Stimigliano, y de Clarice Orsini, hija de Carlo Orsini de Bracciano.  Por parte de madre era sobrino de Latino Orsini, cardenal desde 1448, y primo de Rinaldo Orsini, arzobispo de Florencia desde 1474.  Tuvo cuatro hermanos:  
Giulio, Giordano y Paolo, que fueron condottieri, y Orso, que fue obispo de Teano, y tres hermanas: Giustiniana, Giovanna e Isabella, que se casaron con nobles romanos.

### Primeros años

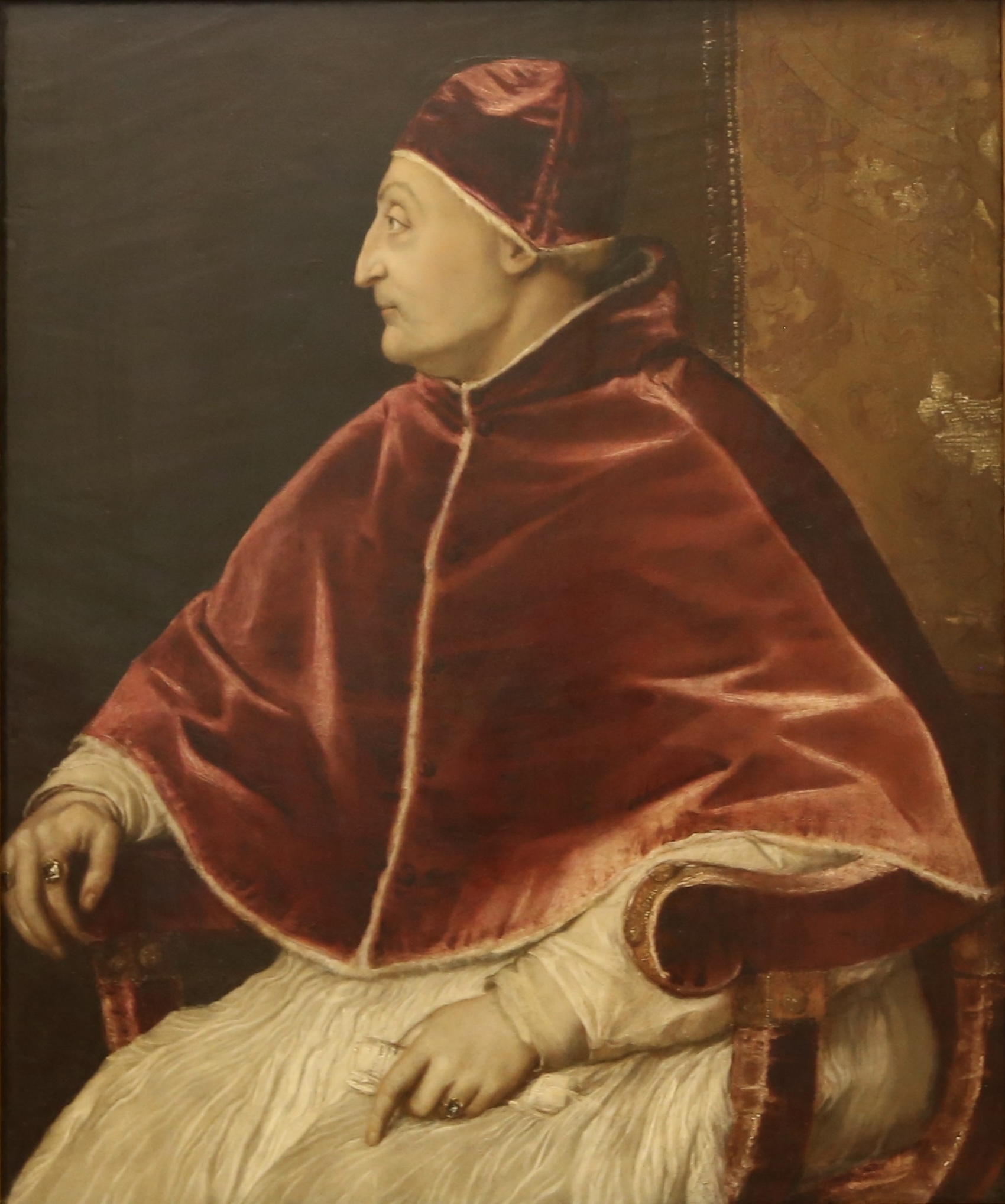
Sixto IV.

No hay información de su infancia y educación.  Las primeras noticias sobre su persona datan del pontificado de Sixto IV (1471-1484), durante el cual fue clérigo de la Cámara Apostólica, auditor del Tribunal de la Rota, canónigo de San Pedro y protonotario apostólico.  En 1477 fue nombrado abad comendatario del monasterio de San Salvatore Maggiore, en la diócesis de Arezzo, por renuncia en su favor de su tío Latino, y en 1480 abad de Farfa, cuando se la cedió su primo Cosme Orsini que había sido creado cardenal.

### Cardenal de Sixto IV
Sixto IV le concedió el capelo cardenalicio en el consistorio del 15 de noviembre de 1483, otorgándole el título de Santa María en Domnica, que en 1489 cambió por el de Santa María Nuova y en 1493 por el de San Juan y San Pablo.
Fue uno de los cardenales que varios siglos después algunos autores calificaron de "mundanos y aseglarados":  jóvenes, algunos todavía sin las órdenes menores ni vocación, provenientes de familias nobles y adineradas, eran elevados al cardenalato por intereses políticos o nepotismo, y el capelo era para ellos una fuente de ingresos económicos y un símbolo de prestigio social más que un reconocimiento a su labor en la Iglesia.  Contemporáneos de Orsini en este grupo de prelados fueron Ascanio Sforza, Rodrigo Borgia, los tres Della Rovere (Giuliano, Girolamo y Domenico), Rafaelle Riario, Giovanni Giacomo Schiaffinati, Lorenzo Cibo, Antonio Pallavicino y Federico Sanseverino.

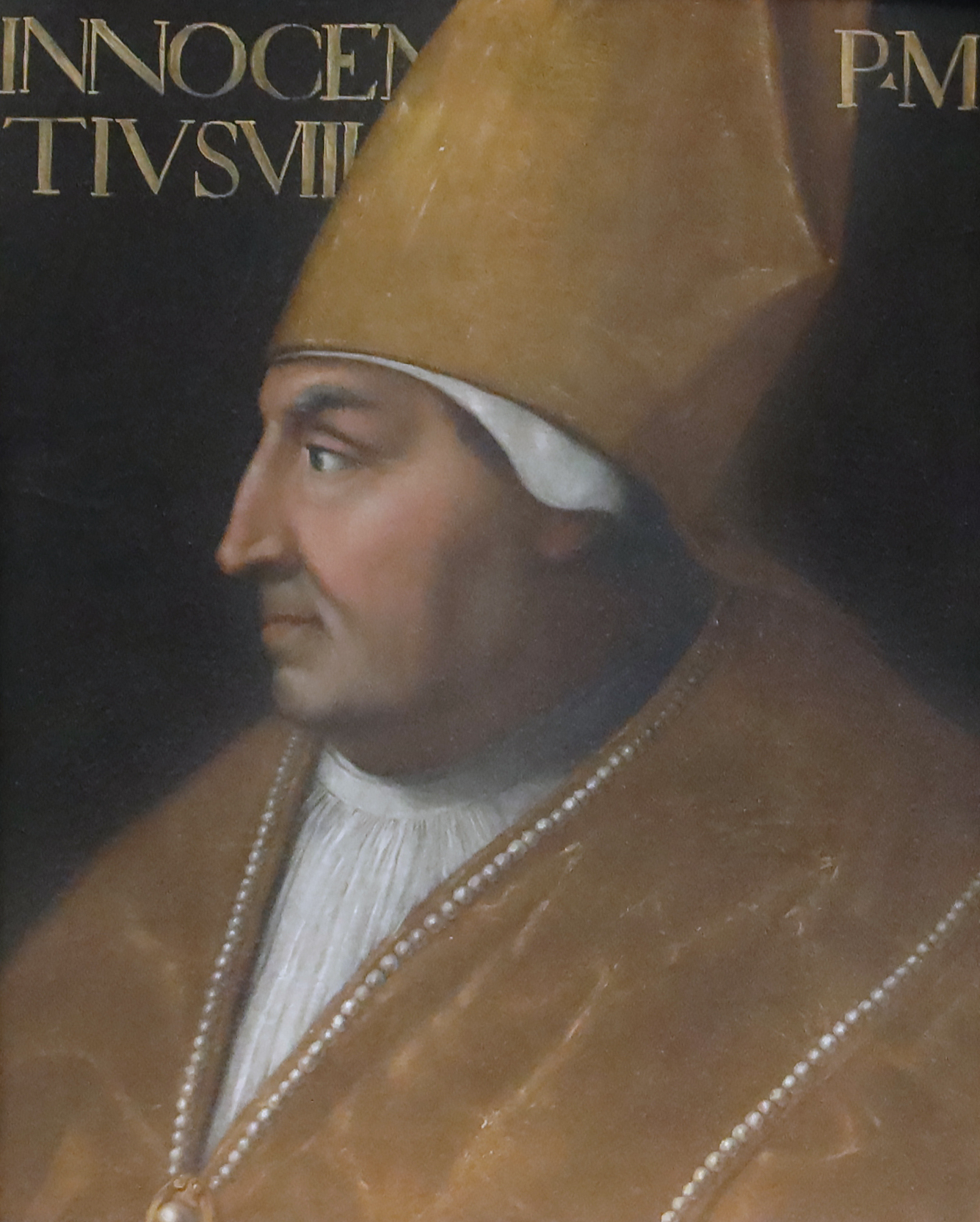
Inocencio VIII

En magníficos palacios, rodeados del exquisito lujo de una cultura sumamente desarrollada, vivían estos cardenales enteramente como príncipes seglares, y parecían no considerar sus hábitos eclesiásticos sino como un ornamento de su estado; cazaban, jugaban grandes sumas, daban opíparos banquetes, celebraban sibaríticas fiestas, tomaban parte en las licenciosas diversiones del carnaval y se permitían graves excesos en sus costumbres.
Ludwig von Pastor.

### Pontificado de Inocencio VIII
Tras la muerte de Sixto IV Orsini participó en el cónclave de 1484 en el que fue elegido papa Inocencio VIII.  
Ese mismo año fue nombrado legado en la Marca de Ancona, donde su principal preocupación fue la defensa del territorio contra un eventual ataque de los otomanos.
En 1485 se declaró la guerra entre el papa y el rey Fernando I de Nápoles, y la posición de Orsini en Roma se volvió incómoda: con la Curia romana en gran parte dominada por los Della Rovere y los Colonna, enemigos de los Orsini, su pariente Virginio, perteneciente a la rama familiar de Bracciano, estaba aliado con Nápoles, y la relación de Giambattista con éste y con Niccolò, de los Orsini de Pitigliano, no era siempre de unidad.  Cuando llegaron a Roma en ayuda del papa las tropas de Roberto Sanseverino, Giambattista entregó su feudo de Monterotondo y firmó la reconciliación con el papa, que posteriormente le restituyó las tierras.
Cuando se concluyó la paz entre napolitanos y pontificios, la situación se tornó más favorable a los Orsini.  Giambattista volvió a su legación en las Marcas, y en 1490 fue nombrado administrador apostólico de Tarento, que mantendría hasta 1498, aunque nunca residió en su diócesis.

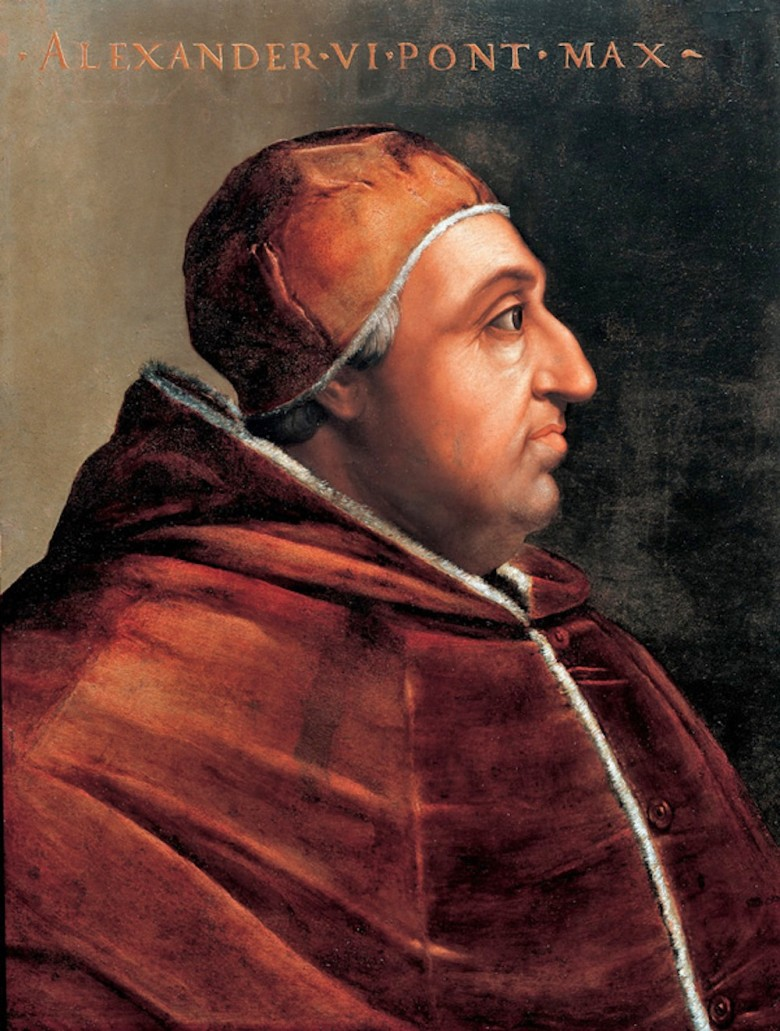
Alejandro VI

### Pontificado de Alejandro VI
Inocencio VIII murió en julio de 1492.  En el cónclave que siguió la elección se disputaba entre los cardenales Borgia, Della Porta, Costa, Caraffa, Michiel y Piccolomini, pero las intrigas de Ascanio Sforza y los manejos simoniacos de Borgia dieron el papado a este último.   A cambio de su voto en el cónclave, Orsini recibió las ciudadelas de Monticelli y Soriano y la administración del obispado de Cartagena.  
A instancias de los Reyes Católicos, en marzo de 1493 renunció a la sede de Cartagena en favor de Bernardino López de Carvajal.
El nuevo papa le confirmó en la legación de la Marca de Ancona.  Fue camarlengo del Colegio Cardenalicio en 1495, y arcipreste de la basílica de Santa María la Mayor desde 1498 tras la muerte de Giovanni Battista Savelli.  
En 1499 viajó como legado al Ducado de Milán para entrevistarse con el rey Luis XII de Francia; en 1500 dejó la legación de las Marcas para ocupar la de Bolonia y el año siguiente fue nombrado administrador de la diócesis de Bitonto.

### La conjura de Magione

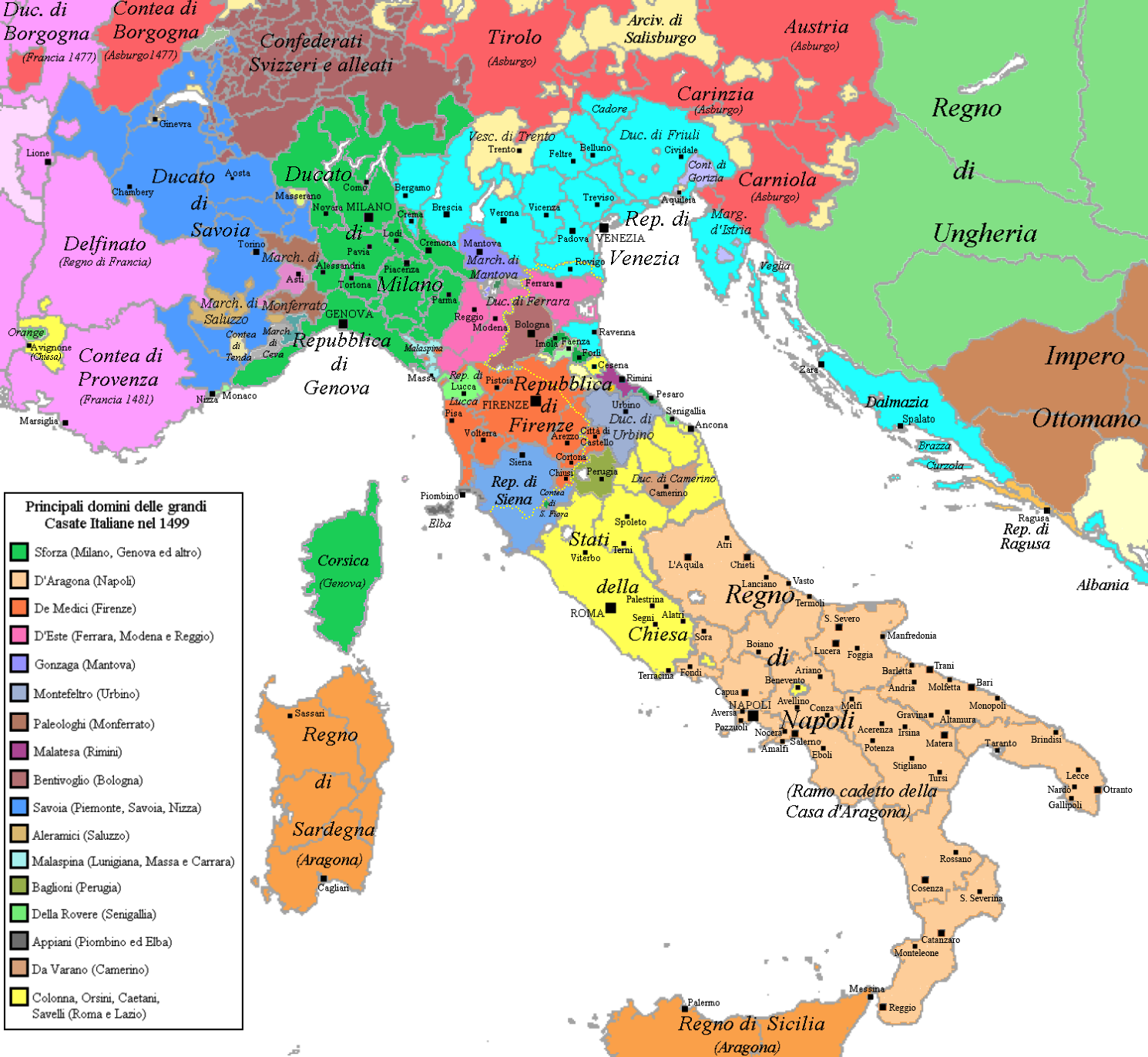
Italia a finales del

La situación en Italia seguía en un estado constante de guerra: en el Adriático los turcos atacaban a Venecia, 
en el sur de la península se enfrentaban franceses contra españoles, en el norte Francia había ocupado Milán y en el centro Florencia atacaba Pisa, mientras por su parte César Borgia (hijo del papa) había conquistado Forli, Pésaro, Rímini, Piombino y Faenza, en la Romaña, y avanzaba hacia Bolonia.
Temerosos del poder que estaba consiguiendo César Borgia, en octubre de 1502 se reunieron en el castillo de Magione Ermes Bentivoglio, el cardenal Orsini, Vitellozzo Vitelli, Oliverotto da Fermo, Paolo Orsini, el duque de Gravina Francesco Orsini, el tirano de Perugia Gian Paolo Baglioni, y Antonio da Venafro en nombre de Pandolfo Petrucci de Siena, y se conjuraron para enfrentarse a Borgia y defender a Giovanni II Bentivoglio de Bolonia, buscando para ello el apoyo de Florencia, Venecia y Urbino.  
Sin embargo la conjura no prosperó: delatados por los florentinos y engañados por César Borgia, que les dio garantías de reconciliación, el último día de 1502 Vitellozzo y Oliverotto fueron ejecutados en Senigallia, y Paolo y Francesco apresados.  
El 3 de enero de 1503 el cardenal Orsini, ignorante de los últimos acontecimientos, acudió invitado por el papa al palacio apostólico donde fue detenido y encarcelado en el Castillo de Sant'Angelo; su palacio en Roma y sus posesiones y beneficios eclesiásticos fueron confiscados.  La represalia alcanzó a todos sus parientes: Paolo y Francesco fueron ejecutados en Città della Pieve, y el 22 de febrero el cardenal apareció muerto en su prisión, con sospechas de haber sido envenenado.
Fue sepultado en la iglesia de San Salvatore in Lauro de Roma.